# Sovralimentazione
La sovralimentazione di un motore endotermico è l'introduzione forzata di miscela combustibile-comburente nei cilindri rispetto a quella che sarebbe possibile con la normale aspirazione, per garantire al motore maggiore potenza e coppia. Può avvenire in maniera meccanica o chimica.

## Sovralimentazione meccanica

Schema del compressore Roots

Per sovralimentazione meccanica s'intende la compressione dell'aria all'interno del collettore d'aspirazione e generalmente può essere ottenuta con diversi sistemi: con il turbocompressore (spesso indicato solo con turbo) ossia con compressore e turbina calettati sullo stesso albero (che risulta diverso da quello del motore) o con il compressore volumetrico che si presenta spesso nella conformazione a trascinamento meccanico ossia con motore e compressore calettati sullo stesso albero, o più raramente con entrambi i metodi. Altri sistemi usati possono essere il compressore centrifugo ed il Comprex.

### Compressore volumetrico
Il compressore volumetrico è collegato all'albero motore tramite una cinghia (è noto quindi il rapporto di trasmissione e quindi la velocità di rotazione del compressore), e forza l'immissione del quantitativo d'aria predeterminato all'interno del collettore d'aspirazione. La sovralimentazione si realizza tramite il differenziale del volume d'aria processata dal compressore rispetto alla cilindrata del motore.
Questo assicura un maggior rendimento ai bassi e medi regimi di rotazione. È un sistema non molto diffuso in Europa, Mercedes, Jaguar e FIAT-Lancia (sui modelli indicati come "Volumex") lo adottano su alcuni modelli della gamma (l'Alfa Romeo lo utilizzava su vetture speciali sin dagli anni venti, e la Mini Cooper S prima serie adottava un compressore volumetrico). È invece molto diffuso nei motori statunitensi di grossa cubatura, dove può essere applicato senza penalizzare in maniera rilevante la potenza massima espressa.
La tipologia più diffusa di compressore volumetrico è quella a lobi, o Roots, ma vi sono anche altri tipi quali il Lysolm a vite, il Bendix a palette e il G Lader a chiocciole (scroll) utilizzato durante gli anni 80 sulle Volkswagen con la sigle G40 e G60. Sempre la Volkswagen, nei suoi motori TSI, lo utilizza assieme al turbocompressore.

#### Matching motore-sovralimentatore a trascinamento meccanico
Il problema fondamentale nella sovralimentazione è la determinazione delle caratteristiche di funzionamento del motore sovralimentato, ovvero dell'interazione tra compressore e organo motore. Nel caso di collegamento meccanico diretto (ad esempio tramite cinghia di trasmissione) la trattazione risulta semplificata rispetto al caso della turbosovralimentazione, in particolare è possibile valutare con più facilità il regime di rotazione del compressore ({\displaystyle n_{c}}) in quanto è legato al numero di giri del motore ({\displaystyle n}) attraverso il rapporto di trasmissione.
L'accoppiamento tra i due elementi viene portato avanti attraverso la comparazione delle caratteristiche di flusso dei due organi, queste legano infatti
- il flusso evolvente Q proporzionale ad n
- rapporto di compressione β

per quanto concerne le caratteristiche di flusso del compressore questa è nota e fornita dal costruttore e differisce da modello a modello. La caratteristica di flusso del motore invece deve tenere conto della portata evolvente all'interno del motore e di come questa vari a seconda della modifica di diverse grandezze. Generalmente la valutazione di tale caratteristica passa per la determinazione della portata totale definita come
{\displaystyle M_{tot}=M_{lavaggio}+M_{aspirata}}
è possibile valutare le due componenti della portata attraverso delle correlazioni sperimentali proposte dalla letteratura tecnica, la portata aspirata viene valutata attraverso la formulazione di Zinner
{\displaystyle M_{asp}=\rho _{A}V_{t}{n \over {60\epsilon }}\cdot {T_{A}[K] \over {313+{\frac {5}{6}}t_{A}[C]}}} (1.1)
mentre per quanto concerne la portata di lavaggio si fa riferimento alla portata che evolverebbe in un ugello equivalente al motore in fase di lavaggio ossia un ugello che elaborerebbe la stessa portata del motore nelle stesse condizioni termodinamiche di monte e valle
.{\displaystyle M_{lav}=\rho _{A}\cdot \mu \cdot \Psi _{A3}\cdot {\overline {\Omega _{eq}}}\cdot {\sqrt {2RT_{A}}}} (1.2)
dove si ha che
{\displaystyle \Psi _{A3}={\sqrt {{\frac {k}{k-1}}\left(\left({\frac {p_{3}}{p_{A}}}\right)^{\frac {2}{k}}-\left({\frac {p_{3}}{p_{A}}}\right)^{\frac {k-1}{k}}\right)}}}
{\displaystyle {\overline {\Omega _{eq}}}={\frac {\int _{0}^{2\pi \epsilon }\Omega _{eq}\,d\theta }{2\pi \epsilon }}}
le formulazioni (1.1) e (1.2) portano alla valutazione della portata totale riferita alle condizioni dell'aspirazione del compressore, quindi è data da:
{\displaystyle Q_{1}={\frac {M_{tot}}{\rho _{1}}}={\frac {\rho _{A}}{\rho _{1}}}V_{t}{n \over {60\epsilon }}\cdot {T_{A}[K] \over {313+{\frac {5}{6}}t_{A}[C]}}+{\frac {\rho _{A}}{\rho _{1}}}\cdot \mu \cdot \Psi _{A3}\cdot {\overline {\Omega _{eq}}}\cdot {\sqrt {2RT_{A}}}}
possiamo osservare come
- {\displaystyle Q_{asp}=f(n)} : dipende quindi dal regime di rotazione del motore
- {\displaystyle Q_{lav}=f({{\overline {\Omega _{eq}}},{\frac {p_{3}}{p_{A}}}})} : è sostanzialmente indipendente dal regime di rotazione del motore e dipende dall'angolo di incrocio tra valvola d'aspirazione e di scarico e dal rapporto tra le pressioni all'aspirazione e allo scarico del motore.

le caratteristiche di flusso che si ottengono differiscono da motori 4T e 2T in quanto nel primo caso abbiamo entrambi i contributi mentre nel secondo caso si ha solo portata di lavaggio in quanto l'aspirazione è nulla. Attraverso la valutazione delle caratteristiche di flusso del motore e del compressore ad esso associato è possibile eseguire il Matching tra i due elementi meccanici.

### Il turbocompressore

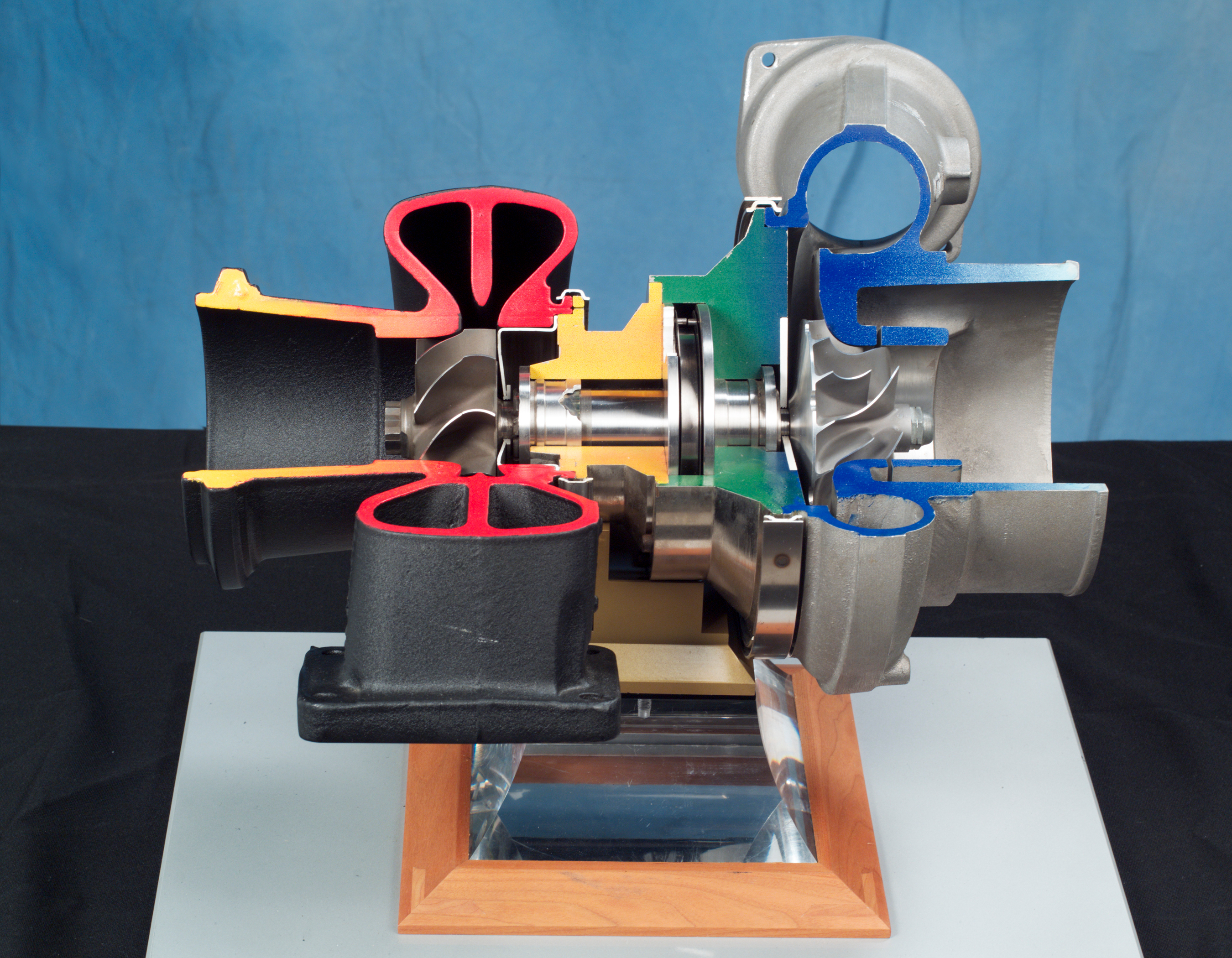
Schema di un turbocompressore

Il turbocompressore o turboaspirato noto spesso come turbo (chiamato anche turbogruppo giacché è l'unione di una turbina e compressore come in figura) rappresenta senza dubbio il sistema più diffuso.
Esso è composto da una girante turbina che viene messa in rotazione dai gas di scarico e da una girante compressore, generalmente in lega di magnesio, collegata alla turbina mediante un piccolo albero (notare come questo ruoti a velocità diversa dal motore).
Il compressore, trascinato in rotazione dalla turbina, comprime l'aria e la immette, quindi, nel collettore d'aspirazione, fornendo ai cilindri del motore una quantità d'aria maggiore di quanto ne potrebbero aspirare.
Si tratta di un complesso altamente efficiente in quanto utilizza l'energia residua dei gas di scarico per azionare la turbina e con essa il compressore.
In questo modo è possibile immettere nella camera di scoppio anche un maggior quantitativo di carburante, assicurando così una maggiore potenza. Tuttavia proprio in virtù di tale potenza, ovvero maggior consumo, anche i gas di scarico sono costretti a uscire più velocemente, così anche il turbocompressore ruoterà più rapidamente conferendo una sempre maggiore potenza al propulsore. La girante normalmente supera i 180.000 giri/min.
Tale tecnica risulta sicuramente più complessa dal punto di vista strutturale e del controllo rispetto ad una sovralimentazione a trascinamento meccanico. Come già anticipato in questo caso non si ha collegamento meccanico tra turbogruppo e motore, ma solo uno di tipo fluidodinamico. La velocità di rotazione della turbosoffiante infatti va ad assestarsi su una velocità di rotazione che si basa su un bilancio energetico sul turbogruppo. In prima approssimazione possiamo osservare come si abbia una relazione del tipo
{\displaystyle n_{TC}=f(pme,n)}
ossia che il gruppo TC aumenta la propria velocità di rotazione all'aumentare del carico del motore.

#### Abbinamento Motore-Turbogruppo
l'accoppiamento in questo caso è più complesso rispetto alla sovralimentazione per trascinamento meccanico. Il calcolo delle condizioni operative del sistema viene eseguito mediante un bilancio delle tre condizioni fondamentali vigenti sul sistema
{\displaystyle n_{TC}=n_{C}=n_{T}}
{\displaystyle P_{C}=P_{T}\cdot \eta _{m}}
{\displaystyle M_{T}=M_{C}+M_{comb}}
dove in prima approssimazione possiamo considerare {\displaystyle {\frac {M_{T}}{M_{C}}}=1.07} per i MAC, {\displaystyle {\frac {M_{T}}{M_{C}}}=1.01\div 1.05} per i Diesel. A questo punto è necessario introdurre una piccola parentesi su i due tipi di turbosovralimentazione ad oggi impiegati
- Turbosovraliemntazione a Pressione costante
- Turbosovralimentazione ad impulsi

per mezzo dello sfruttamento di fenomeni non stazionari allo scarico è possibile andare a modificare la portata evolvente ed il salto entalpico che si fornisce alla turbina, per semplicità si vanno ad eseguire i calcoli per P=const e successivamente si inseriscono due parametri che valutano quanto la Turbosovralimentazione ad impulsi va a modificare la situazione
{\displaystyle y={\frac {M_{tpuls}}{M_{tstaz}}}}
{\displaystyle \gamma ={\frac {(\Delta h_{s})_{puls}}{(\Delta h_{s})_{staz}}}}
dalla condizione di equilibrio dinamico si ottiene attraverso una serie di passaggi la correlazione che lega i parametri funzionali al rapporto di compressione
{\displaystyle \beta ={\frac {p_{2}}{p}}_{1}=\left(1+{\frac {M_{T}}{M_{C}}}\cdot ({\frac {T3}{T1}}\eta _{m}\eta _{C}\eta _{T}\gamma )\cdot {\frac {c_{pf}}{c_{pa}}}\cdot (1-{\frac {p_{4}}{p_{3}}})^{\lambda _{f}}\right)^{\frac {1}{\lambda _{a}}}}    (A)
con
{\displaystyle \lambda _{f}={\frac {k_{f}-1}{k_{f}}}}
{\displaystyle \lambda _{a}={\frac {k_{a}-1}{k_{a}}}}
dall'espressione della portata evolvente in turbina semplificata è possibile scrivere una seconda relazione
{\displaystyle M_{T}=\rho _{3}\cdot y\cdot \Psi _{T}\cdot {\overline {\Omega _{Teq}}}\cdot {\sqrt {2RT_{3}}}}
da cui si ottiene
{\displaystyle \Psi _{T}\cdot p_{3}={\frac {M_{T}{\sqrt {T_{3}}}}{y\Omega _{Teq}{\sqrt {\frac {2}{R}}}}}}      (B)
dalla relazione A e B e dalle altre condizioni di equilibrio è possibile tracciare il diagramma in quattro quadranti da cui è possibile risalire alle condizioni di utilizzazione del turbogruppo

#### Turbocompressore a geometria variabile
Concettualmente identico a un normale turbocompressore, la differenza più grande rispetto a quest'ultimo è insita nella maggiore complessità della struttura della chiocciola della sezione di scarico e del meccanismo di controllo della pressione di sovralimentazione. La girante della chiocciola di scarico infatti è circondata da un certo numero di sezioni mobili, messe in movimento, dietro il comando di una centralina elettronica, da un attuatore elettrico o elettropneumatico, che regolano l'angolo d'incidenza dei gas di scarico con le palette della girante motrice o la velocità dei gas di scarico che raggiunge le stesse. In funzione del regime di rotazione dell'albero motore e di altri parametri, le sezioni vengono chiuse, per favorire un incremento della velocità di rotazione dell'albero delle giranti, e quindi della pressione di sovralimentazione e di conseguenza della prontezza della risposta del motore ai regimi più bassi, o aperte, per favorire un incremento della portata del gas nella chiocciola e quindi una minore perdita di carico nel sistema di scarico ai regimi più alti.
Ciò porta ad una maggiore flessibilità e adattabilità di comportamento rispetto al turbocompressore a geometria fissa, che può al limite regolare con precisione il regime di rotazione dell'albero delle giranti mediante una valvola di bypass a controllo elettronico: una turbina a geometria variabile consente di ottenere, ai regimi bassi, la stessa prontezza nella risposta di una turbina caratterizzata da una chiocciola di piccole dimensioni e quindi da una girante più piccola e, ai regimi alti, la minor perdita di carico (e quindi una maggiore potenza) di una turbina caratterizzata da una chiocciola di maggiori dimensioni e quindi da una girante più grande. Il campo di applicazione più vasto, considerate anche le condizioni di funzionamento proprie dei motori ad accensione per compressione, che comportano anche una minore temperatura dei gas di scarico, è quello dei turbodiesel ad alta pressione di iniezione, accorgimento ottenuto mediante tecnologie come quella del Common Rail e quella dell'iniettore pompa.

#### Turbina di recupero di potenza
Alcune applicazioni vengono definite turbo-compound allorché, in aggiunta o in sostituzione dell'azione di sovralimentazione, viene estratta, tramite una turbina dedicata (posta a valle del turbocompressore se presente), una frazione di energia cinetica residua dei gas di scarico, che si traduce in una coppia di rotazione impartita dalla relativa girante all'albero motore ad essa connesso (eventualmente mediante un giunto idraulico), come in particolari motori per camion o vecchi motori a pistoni aeronautici.

### Misto: volumetrico e turbo
L'accostamento del compressore volumetrico insieme a quello turbo è usato soprattutto nelle macchine da competizione, (nel rally per esempio). Quest'abbinamento è utile perché l'effetto del compressore volumetrico oltre i 3500-4000 giri è inconsistente, causa la densità dell'aria e la dimensione della ventola, quindi si mette il turbo compressore che sfruttando l'alta pressione dei gas di scarico che fanno girare la sua turbina sovralimenta il motore anche agli alti regimi.

### Compressore centrifugo

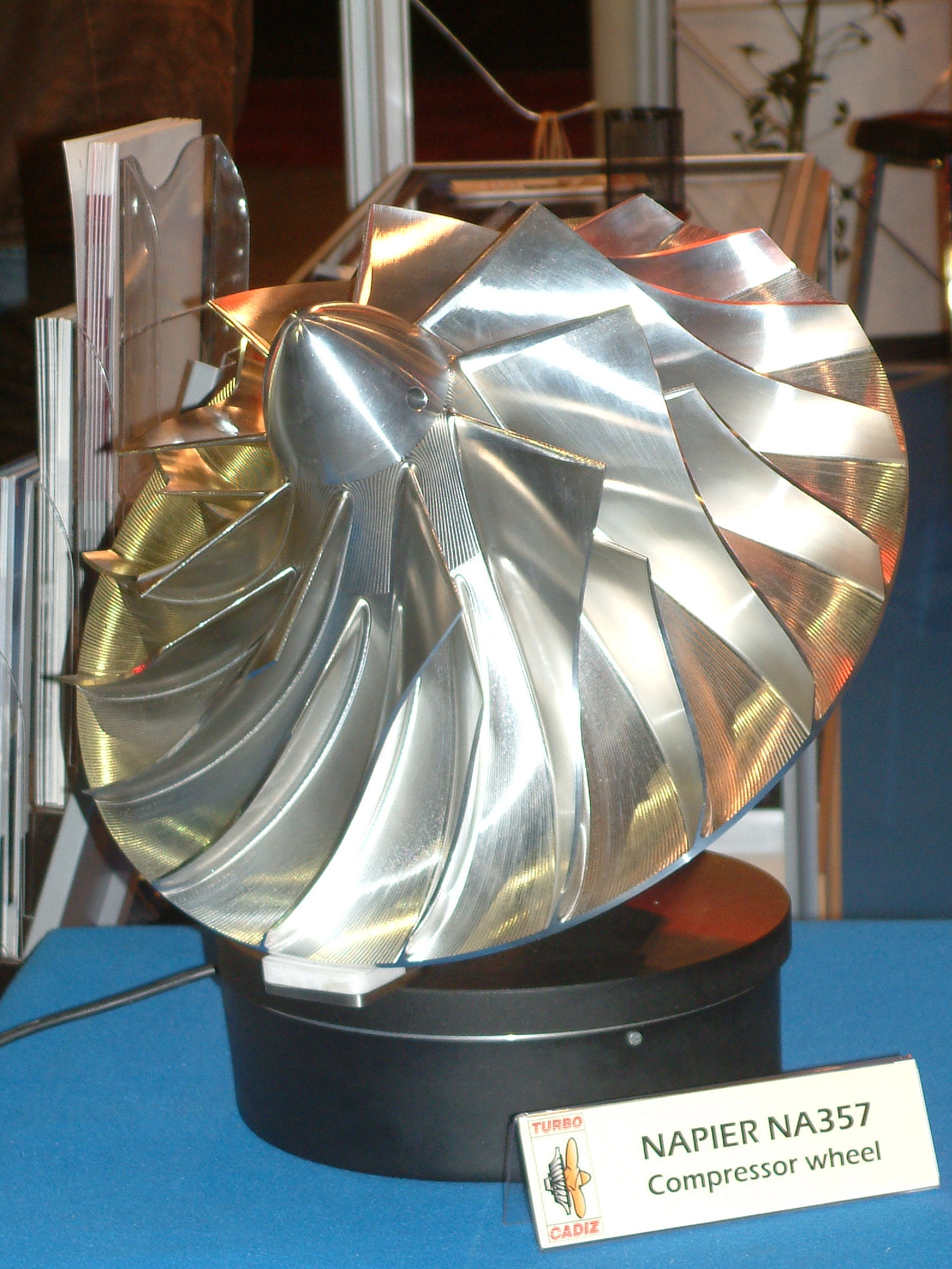
Girante di un compressore centrifugo

Il compressore centrifugo utilizza lo stesso principio del turbocompressore, la differenza principale però è che la girante non è messa in funzione dai gas di scarico ma da una puleggia calettata sull'alberino della girante e collegata tramite cinghia a una delle pulegge che ruotano insieme al motore, come se fosse una puleggia della distribuzione, oppure può essere mossa da un motore elettrico.
Il vantaggio in termini di potenza di quest'ultima soluzione è molto ridotto rispetto al turbocompressore, e la principale causa sta nel fatto che ruotando vincolata al motore (al contrario della girante del turbo che ruota liberamente) il numero di giri raggiungibile fa sì che non si possa arrivare ad elevate pressioni; tuttavia la estrema semplicità di installazione di questo tipo di sovralimentazione fa sì che vengano abbattuti tutti i problemi (e conseguentemente i costi) relativi all'installazione del turbo e la rende un'ottima alternativa qualora l'incremento di cavalli si voglia contenere entro l'80-99% della potenza iniziale (questo nel caso di giranti molto grandi). Una soluzione molto più rara sta nell'utilizzare un compressore centrifugo con la girante mossa da un motorino elettrico.
La particolarità di questa installazione risiede nel fatto che in generale si sfruttano trasmissioni meccaniche per l'azionamento di compressori volumetrici mentre quelli dinamici vengono azionati con i gas di scarico. Questa soluzione è stata a lungo sfruttata negli aerei da caccia della Seconda guerra mondiale. La ragione fondamentale era che le tecnologie metallurgiche di allora non consentivano di realizzare turbine a gas in grado di lavorare ad elevato numero di giri a contatto coi gas di scarico roventi per periodi abbastanza prolungati. Inoltre date le dimensioni e l'elevato numero dei cilindri di quei motori, l'utilizzo di un turbocompressore avrebbe richiesto un complicatissimo ed ingombrante sistema di tubi di scarico per convogliare i gas verso la turbina (nel Republic P-47 Thunderbolt, che è stato uno dei pochi aerei da caccia con motore turbocompresso, si dovette installare l'enorme turbocompressore in posizione remota in un vano dietro l'abitacolo, con un sistema di manicotti che convogliavano i gas passanti nel ventre del velivolo tra il suddetto vano ed il vano motore in posizione frontale). Un compressore centrifugo azionato meccanicamente invece poteva essere facilmente montato dietro il motore, prendendo il moto dall'albero motore stesso, e con l'uscita della soffiante collegata direttamente all'aspirazione dei cilindri, mentre all'ingresso veniva fissato il carburatore o l'iniettore.
Ciononostante, anche questi sistemi raggiunsero una certa complessità di sviluppo, arrivando a comprendere due giranti in serie, con intercooler tra i due stadi e after-cooler dopo il secondo stadio, ed una moltiplica di giri che poteva prevedere due o addirittura tre velocità. Infatti, dato che il compressore assorbe potenza dal motore, è necessario un compromesso tra l'aumento di pressione (e quindi la massima quota alla quale il motore poteva mantenere la potenza) e la riduzione di potenza del motore. Con più velocità di moltiplica a disposizione (di solito da 6 a 10 volte i giri dell'albero motore), il pilota poteva avere a disposizione la piena potenza del motore con la moltiplica minore fino alla quota così detta "di ristabilimento", oltre la quale poteva "cambiare marcia" e mantenere una potenza leggermente più bassa ma costante fino ad una quota superiore.
L'interesse verso il compressore centrifugo meccanico si è poi drasticamente ridotto soprattutto perché, in virtù del fatto che assorbe potenza dal motore, ne aumenta il consumo specifico: anche se alla fine la potenza erogata è maggiore, il consumo in rapporto alla potenza è più elevato rispetto ai motori aspirati o turbocompressi.

### Compressore G o G-lader

Schema di funzionamento del compressore G

Questo tipo di compressore, brevettato il 3 ottobre 1905 da Léon Creux della Francia (US Patent 801182), è caratterizzato da due giranti a spirale poste l'una dentro l'altra, di cui una fissa, mentre l'altra ha un movimento planetario, senza ruotare sul suo asse, durante la rotazione queste giranti si sfiorano e portano l'aria dall'esterno delle due giranti al centro delle stesse, dove è posizionato un foro, diretto al condotto d'alimentazione. È noto commercialmente con la denominazione in lingua inglese di scroll compressor, italianizzato da alcuni in pompa scroll.

## Sovralimentazione a risonanza
Dispositivi che sfruttano le risonanza dei vari gas

### Comprex
Costituito da una girante a forma di cilindro con tanti passaggi interni dritti di diametro diverso, dove a un'estremità si ha l'aspirazione di miscela fresca, mentre dall'altra si ha l'espulsione di gas esausti e l'interazione di questi gas fa sì che il motore nel compiere l'azione d'espulsione incentivi l'aspirazione dei gas freschi.

## Sovralimentazione chimica
La sovralimentazione chimica è un altro sistema per immettere maggiore ossigeno nei cilindri rispetto a quello che sarebbe normalmente presente con la sola aspirazione e consiste nel miscelare l'aria con un fluido più ossigenato. L'atmosfera contiene infatti solo circa il 20% di ossigeno. Il composto con cui miscelare l'aria più utilizzato al giorno d'oggi è il protossido d'azoto ({\displaystyle N_{2}O}) che contiene circa il 36% di ossigeno in peso.
Esso viene immesso nel collettore d'aspirazione attraverso particolari ugelli e reagisce non appena viene a contatto con zone ad alta temperatura, liberando ossigeno puro. L'incremento di potenza e coppia è notevole, con un guadagno fino al 50-60% di CV disponibili. Questo è un sistema molto poco usato, per problemi legali, costi, problemi di affidabilità e perché provoca una rapida usura del motore. Inoltre le bombole di protossido d'azoto consentono solo pochi secondi di effettiva sovralimentazione, limitandone il sistema a gare di accelerazione o manifestazioni.
Il sistema di iniezione al protossido d'azoto è forse più noto con l'acronimo NOS dal nome dell'azienda che per prima nel 1978 ne ha prodotto un sistema per veicoli.

### Storia
I primi impieghi di sovralimentazione chimica risalgono al secondo conflitto mondiale sui caccia quando serviva potenza extra in fase di decollo o ad alta quota in zone d'aria rarefatte. I primi tentativi furono fatti dai tedeschi con iniezione di ossigeno, il che garantiva grandi incrementi di potenza ma una pressoché istantanea usura delle valvole di scarico, dal momento che l'intensità del fronte di fiamma nel cilindro aveva l'effetto di una fiamma ossiacetilenica.
Tale sistema poteva quindi essere usato per pochissimi secondi, solo in manovre di emergenza durante il combattimento. 
Successivamente si sperimentò con maggiore successo il protossido d'azoto ma anche altre miscele che garantivano l'incremento di potenza per periodi maggiori e senza danni fatali al motore.
I primi sviluppi automobilistici si ebbero negli anni sessanta e settanta con il proliferare delle gare di accelerazione (Drag Strips), anche se i sistemi di derivazione aeronautica utilizzati erano molto complessi.
Un'ottima semplificazione venne elaborata da Mike Thermos e Dale Vaznaian mediante un sistema "bolt on", cioè "imbullonato sopra" e quindi meno costoso e reversibile. La buona richiesta del mercato portò i due creatori alla creazione della Nitrous Oxide Systems Inc. nel 1978, tuttora esistente e attiva.
Ad oggi l'utilizzo di tale sovralimentazione è illegale in Italia.